# Jorge Álvarez (taekwondo)
Jorge Álvarez (23 de junio de 1989) es un deportista argentino que compite en taekwondo. Ganó una medalla de bronce en el Campeonato Panamericano de Taekwondo de 2016 en la categoría de –74 kg.

## Palmarés internacional
| Campeonato Panamericano | Campeonato Panamericano | Campeonato Panamericano | Campeonato Panamericano |
| Año                     | Lugar                   | Medalla                 | Categoría               |
| ----------------------- | ----------------------- | ----------------------- | ----------------------- |
| 2016                    | Querétaro (México)      | Medalla de bronce       | –74 kg                  |